# Centrumkyrkan, Sundbyberg
Centrumkyrkan är en fristående församling i Sundbybergs kommun som inte är medlem i något trossamfund. Församlingen grundades 1986 av den tidigare pingstpastorn Stanley Sjöberg och leds i dag (2015) av pastor Bertil Edin. Församlingen har över 700 medlemmar.
Kyrkobyggnaden ligger i kvarteret Rökeriet och uppfördes 1906 som baptistkyrka, ritad av arkitekten David Jansson. Den övertogs 1986 av den nuvarande församlingen